# Rada pro výzkum, vývoj a inovace
Rada pro výzkum, vývoj a inovace (RVVI) je odborným a poradním orgánem vlády České republiky (dle zákona č. 130/2002 Sb., ve znění pozdějších předpisů), který připravuje zejména národní politiku výzkumu a vývoje a inovací a zajišťuje kontrolu její realizace. Předsedu RVVI jmenuje a odvolává vláda na návrh předsedy vlády. Členy Rady pro výzkum, vývoj a inovace s výjimkou jejího předsedy jmenuje vláda na návrh předsedy RVVI. Předchůdkyní RVVI byla Rada pro výzkum a vývoj. 
RVVI provádí hodnocení vědy v ČR podle aktuálně platné metodiky. Pravidelné hodnocení je prováděno na základě usnesení vlády ze dne 23. června 2004 č. 644. Nové zásady hodnocení výzkumných organizací výzkumných organizací a hodnocení programů účelové podpory výzkumu, vývoje a inovací schválila vláda dne 8. února 2017. Metodika hodnocení 2017+ je koncipována v souladu s mezinárodními standardy, mezi základní principy nového systému hodnocení patří rozdělení výzkumných organizací (VO) na tři různé úrovně: úroveň národní neboli centrální, hodnocení na úrovni poskytovatelů a hodnocení pro potřeby řízení VO. Výzkumné organizace jsou při hodnocení děleny na tři segmenty: vysoké školy, ústavy Akademie věd ČR, rezortní VO a organizace průmyslového výzkumu. Kvalita VO je posuzována pomocí pěti základních modulů: Kvalita vybraných výsledků, Výkonnost výzkumu, Společenská relevance výzkumu, Životaschopnost/Viabilita a Strategie a koncepce. Důležitým kritériem je dále hodnocení úrovně mezinárodní spolupráce jednotlivých výzkumných organizací.

## Seznam členů rady

### Předsednictvo
- PhDr. Marek Ženíšek, Ph.D.  – ministr pro vědu, výzkum a inovace; předseda RVVI
- prof. RNDr. Tomáš Polívka, Ph.D. – 1. místopředseda (od. 22. 11. 2024)
- prof. Ing. Jiří Homola, CSc., DSc. – 1. místopředseda (členem do 16. 11. 2024)
- prof. Ing. Vladimír Mařík, DrSc., dr.h.c. – místopředseda
- PhDr. Adéla Gjuričová, Ph.D. – místopředsedkyně (od. 22. 11. 2024)

### Členové
- prof. Ing. Martin Fusek, CSc. (od 16. 11. 2024)
- doc. MUDr. Marián Hajdúch, Ph.D.
- prof. PhDr. Dana Hamplová, Ph.D.
- Ing. Jiří Holoubek[3]
- Ing. Martin Hrdlička, Ph.D., MBA
- Ing. Karel Kouřil, Ph.D., FEng.[4]
- prof. PhDr. Ladislav Krištoufek, Ph.D.
- prof. MUDr. Jan Lata, CSc.[5]
- prof. RNDr. Václav Matyáš, M.Sc., Ph.D.
- Ing. Ilona Müllerová, DrSc.[6] (do 16. 11. 2024)
- Ing. Miloslav Nič, Ph.D.
- Ing. Josef Švejda (do 16. 11. 2024)
- prof. RNDr. František Vácha, Ph.D. (od 16. 11. 2024)
- prof. PhDr. Jan Váně, Ph.D. (od 16. 11. 2024)
- prof. Ing. Martin Weiter, Ph.D.

## Seznam předsedů rady

### Rada vlády České republiky pro vědeckou činnost a vývoje technologií (1992–1995)
- Karel Štindl (–1993)[7]
- Igor Němec (1993–1996)[7]

### Rada pro výzkum a vývoj (1995–2009)
- Pavel Bratinka (1996–1998)[8]
- Jan Sokol (1998)[9]
- Pavel Mertlík (1998–2001)[10]
- Pavel Rychetský (2001–2002)[11]

- Petr Mareš (2002–2004)[12]
- Martin Jahn (2004–2006)[13]
- Jiří Havel (2006)[14]
- Miroslava Kopicová (2006)[15]
- Mirek Topolánek (2006–2009)[16]

### Rada pro výzkum, vývoj a inovace (od 2009)
- Jan Fischer (2009–2010)[17]
- Petr Nečas (2010–2013)[18]
- Jiří Rusnok (2013–2014)[19]
- Pavel Bělobrádek (2014–2017)[20]
- Andrej Babiš (2017–2022)[21]
- Helena Langšádlová (2022–2024)[22]
- Marek Ženíšek (2024–)[23]

### Informace o činnosti Rady
- Výroční zprávy a Zprávy o činnosti Rady pro výzkum, vývoj a inovace
- Analýzy VaVaI